# Список памятников Ясногорска (Тульская область)

В настоящем списке приведены памятники, мемориалы, обелиски, стелы, памятные знаки, мемориальные доски Ясногорска.

## Современные
| Объект | Дата открытия | Расположение                                     | Фото |
| --- | ------------- | ------------------------------------------------ | ---- |
| Памятник В. И. Ленину                                                                                     | 22.04.1969    | пл. Ленина                                       |      |
| Памятник В. И. Ленину                                                                                     | 1980-е        | ул. Заводская, 2                                 |      |
| Братская могила воинов Советской армии, погибших в годы Великой Отечественной войны 1941—1945 гг.         | 1970-е        | ул. Победы                                       |      |
| Памятник Вечной славы погибшим воинам-ясногорцам                                                          | ноябрь 1968   | ул. Горького                                     |      |
| Обелиск в честь 50-летия Советской власти                                                                 | 1967          | пересечение улиц Смидовича, Гайдара и Лесной     |      |
| Памятный знак на месте, где в декабре 1941 года размещался штаб Лаптевского боевого участка               | 1995          | ул. Советская, 10                                |      |
| Стела Ясногорского машиностроительного завода                                                             | 1990-е        | ул. Заводская                                    |      |
| Обелиск в честь 100-летия Ясногорского машиностроительного завода                                         | 1995          | территория ЗАО «Русская горно-насосная компания» |      |
| Мемориальная доска на доме, котором с 1882 по 1885 гг. проживал русский советский писатель В. В. Вересаев | ?             | пер. Кировский, 4                                | —    |
| Мемориальная доска на доме, в котором с 1958 по 1987 гг. проживал Герой Советского Союза Д. П. Щербин     | ?             | ул. Горького, 10                                 | —    |

## Утраченные
| Объект                | Дата установки | Дата демонтажа                                      | Расположение                                             | Фото |
| --------------------- | -------------- | --------------------------------------------------- | -------------------------------------------------------- | ---- |
| Памятник В. И. Ленину | 1970-е         | Середина 1990-х годов, после закрытия профилактория | Сквер заводского профилактория на окраине Плотского леса | —    |